# Hongarije op het Eurovisiesongfestival 2008
Hongarije nam deel aan het Eurovisiesongfestival 2008 in Belgrado, Servië. Het was de 7de deelname van het land op het Eurovisiesongfestival. MTV was verantwoordelijk voor de Hongaarse bijdrage voor de editie van 2008.

## Selectieprocedure
Men koos de artiest en het lied via een nationale finale. De nationale omroep MTV koos 15 kandidaten die mochten meedoen.
De show werd gepresenteerd door Éva Novodomszky en Levente Harsányi.
De winnaar werd gekozen door een combinatie van jury en televoting.

| Nr. | Artiest                            | Lied                     | Jury punten | Jury punten | Televoting | Totaal | Positie |
| --- | ---------------------------------- | ------------------------ | ----------- | ----------- | ---------- | ------ | ------- |
| 2   | Ez ONE                             | "Lesz, ki téged hazavár" | 22          | 1           | 4          | 5      | 15      |
| 9   | Lola                               | "Legszebb nap"           | 30          | 8           | 11         | 19     | 6       |
| 7   | Zsuzsa Imre                        | "Érintés"                | 27          | 5           | 10         | 15     | 10      |
| 3   | Zsuzsi Vágó & Árpád Zsolt Mészáros | "Két szív"               | 34          | 12          | 13         | 25     | 3       |
| 6   | Fiesta                             | "Gyűlölve szeretni"      | 30          | 8           | 12         | 20     | 5       |
| 5   | Zsuzsa Antal & Fishers Company     | "Falak között"           | 36          | 13          | 7          | 20     | 4       |
| 11  | DURE                               | "Nem ismerlek már"       | 26          | 3           | 3          | 6      | 14      |
| 14  | 21 GRAMM                           | "Még egy dal"            | 27          | 5           | 2          | 7      | 13      |
| 8   | Csaba Gál (Boogie)                 | "Úgy figyeltelek"        | 33          | 10          | 8          | 18     | 7       |
| 1   | Candies                            | "Van aki nyer"           | 26          | 3           | 5          | 8      | 12      |
| 10  | Adrien Szekeres                    | "Piszkos tánc"           | 39          | 15          | 14         | 29     | 2       |
| 4   | Mónika Hoffman                     | "Légy te az első"        | 31          | 9           | 1          | 10     | 11      |
| 15  | Orsolya Szatmári                   | "Véletlen"               | 30          | 8           | 9          | 17     | 9       |
| 13  | Csézy                              | "Szívverés"              | 38          | 14          | 15         | 29     | 1       |
| 12  | Orsolya Pflum                      | "Távol"                  | 34          | 12          | 6          | 18     | 8       |

## In Belgrado
Ondanks een top 10-notering in 2007, moest men toch nog aantreden in de halve finale. Dit kwam door de introductie van 2 halve finales waardoor enkel de winnaar en de Big 5 automatisch mogen aantreden in de finale.
In de halve finale moest men optreden als 15de, net na Georgië en voor het Malta.
Op het einde van de puntentelling bleken ze een 19de plaats te hebben bereikt, met een totaal van 6 punten. Dit was niet voldoende om de finale te halen.
België en Nederland zaten in de andere halve finale.

### Gekregen punten

#### Halve Finale
| 12 punten | 10 punten | 8 punten | 7 punten | 6 punten               |
| --------- | --------- | -------- | -------- | ---------------------- |
|           |           |          |          |                        |
| 5 punten  | 4 punten  | 3 punten | 2 punten | 1 punt                 |
|           | - Servië  |          |          | - Denemarken - Georgië |

### Punten gegeven door Hongarije

#### Halve Finale
Punten gegeven in de halve finale:
| 12 punten | Denemarken |
| 10 punten | Kroatië    |
| 8 punten  | Oekraïne   |
| 7 punten  | IJsland    |
| 6 punten  | Portugal   |
| 5 punten  | Cyprus     |
| 4 punten  | Turkije    |
| 3 punten  | Bulgarije  |
| 2 punten  | Georgië    |
| 1 punt    | Zweden     |

#### Finale
Punten gegeven in de finale:
| 12 punten | Azerbeidzjan |
| 10 punten | Rusland      |
| 8 punten  | Griekenland  |
| 7 punten  | Servië       |
| 6 punten  | Oekraïne     |
| 5 punten  | Turkije      |
| 4 punten  | Noorwegen    |
| 3 punten  | Israël       |
| 2 punten  | Denemarken   |
| 1 punt    | Zweden       |